# 옥길천
옥길천(玉吉川) 또는 역곡천(驛谷川)은 부천시 역곡동에서 발원하여 서울 구로구 항동, 부천시 옥길동을 거쳐 광명시 옥길동에서 목감천으로 합류하는 하천이다. 부천과 서울 구간은 역곡천, 광명 구간은 옥길천으로 불린다.